# Kalle Nämdeman
Kalle Nämdeman, eg. Karl Oskar Fritiof Gustafsson, född 31 december 1883 i Johannes församling i Stockholm, död 28 juni 1945 i Virserum, var en svensk bondkomiker.

## Biografi
Kalle Nämdeman var ursprungligen guldsmedslärling, men började omkring sekelskiftet 1900 att uppträda på olika festplatser och nöjeslokaler i Stockholm. Trots att hans genre var bondkomikerns, så var hans uppträdande och språk den infödda stockholmskisens "ekensnack". Uno "Myggan" Eriksson kallar honom "den stockholmske bondkomikern". En figur som Nämdeman ansågs ha uppfunnit var "Malajen". Han uppträdde i militärkläder eller smoking, frack och hög hatt.
Han turnerade åren 1905 och fram till 1930-talet i Folkparkernas artistförmedlings regi, då han stoppades av dem, eftersom han uppträdande på scenen då ansågs ha passerat det passande. Han var en flitig visdiktare med en produktion av minst 300 sånger. Kalle Nämndeman spelade in ett stort antal skivor åren 1929 till 1931.  
Han avled 1945 i Virserum, dit han flyttat med frun Gullan, och levde sina sista år i fattigdom.

## Eftermäle
År 1983 restes en staty i Eskilstuna folkets park skulpterad av Marita Norin. Statyn restes på den sten som var en sorts provisorisk scen vid folkparkens grundande. När sedan en riktig scen byggdes, valde Nämdeman att stå kvar på stenen vid sina uppträdanden i Eskilstuna, därav Nämdemanstenen och senare statyn. En replik av statyn tilldelas varje år mottagaren av utmärkelsen Årets folkparksprofil. 

## Bilder

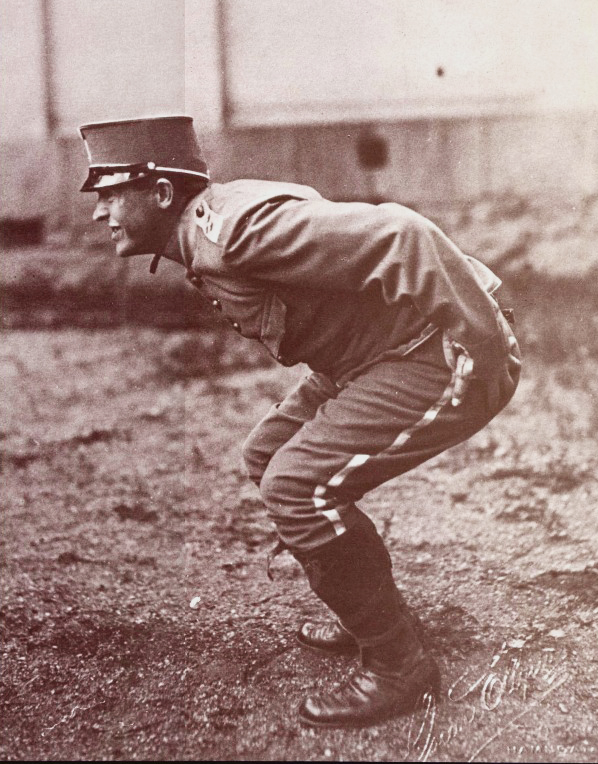
I militäruniform
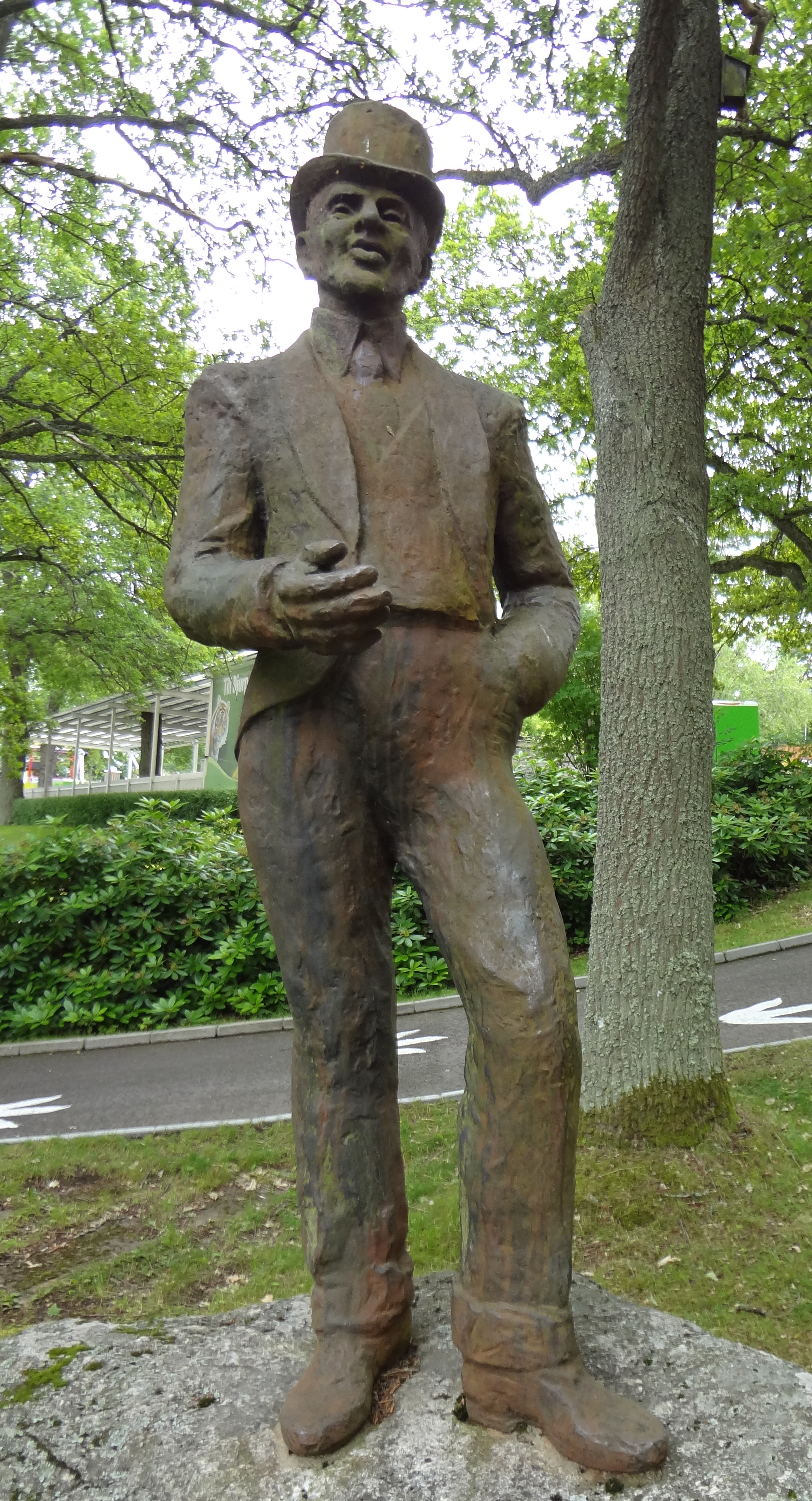
Skulptur i Parken Zoo.
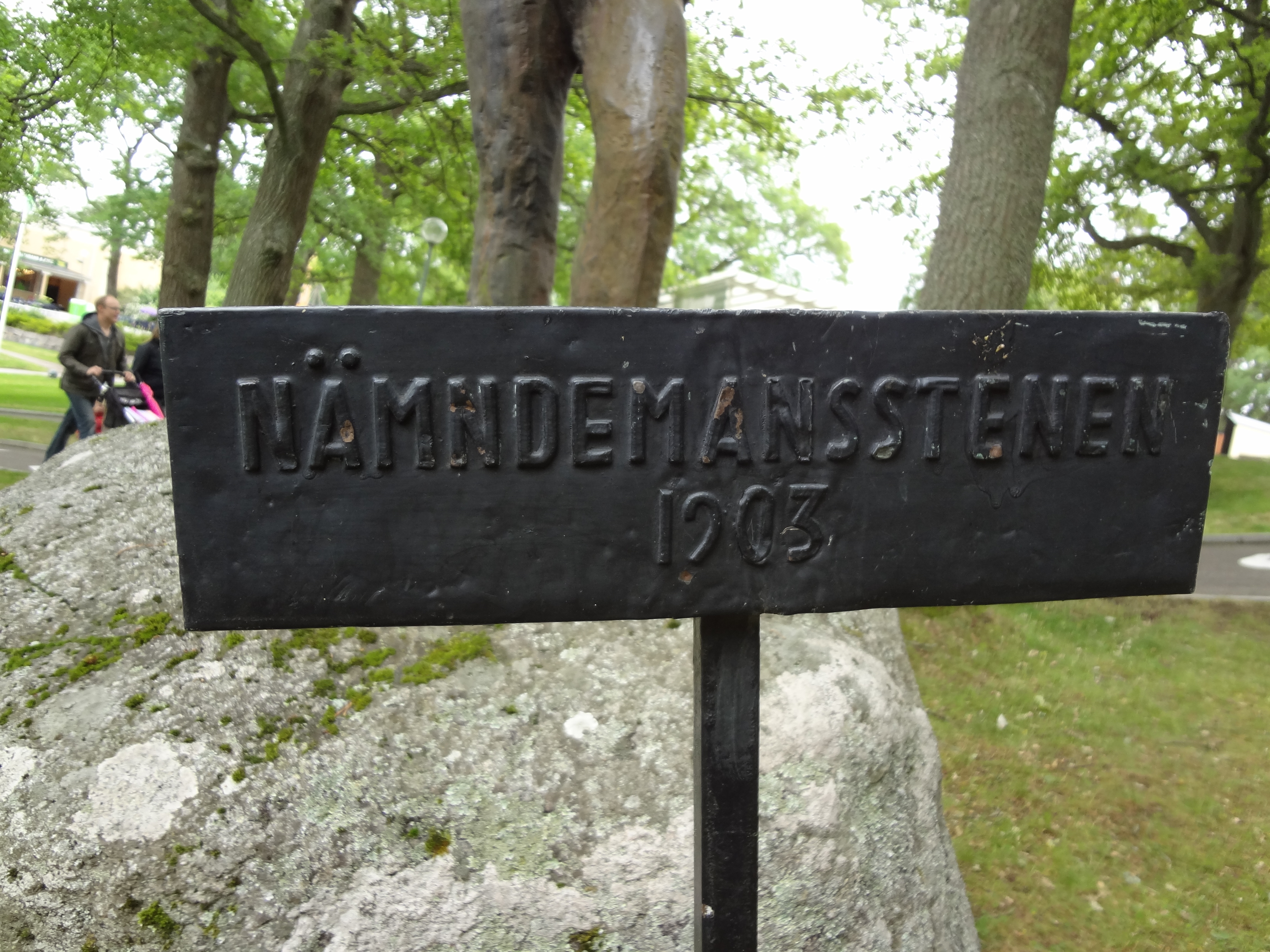
Nämndemansstenen i Parken Zoo.

## Diskografi
- Bondkomik 1915-1928 / Kalle Nämdeman ; Skånska Lasse. LP C71-0606 C83-0042. Solna : EMI, cop. 1971.

## Filmografi
- 1911 – En sann historia från Fläsian eller Gubben X, kikaren och albusken